# Nigel Martyn
Antony Nigel Martyn (St Austell, 11 agosto 1966) è un ex calciatore inglese, di ruolo portiere.

## Carriera
Ha giocato più di 650 partite ufficiali in Inghilterra. Ha iniziato la sua carriera professionistica nel Bristol Rovers. Successivamente, ha giocato per il Crystal Palace, per il Leeds United e per l'Everton, dove l'8 giugno 2006 ha deciso di terminare la carriera. Ha giocato 23 partite con la maglia della nazionale inglese. Nel settembre 2006, ha dichiarato che potrebbe non diventare preparatore dei portieri come desiderato, a causa di alcuni infortuni che gli sono capitati nella sua lunga carriera.

## Statistiche

### Presenze e reti nei club
| Stagione              | Squadra               | Campionato            | Campionato | Campionato | Coppe nazionali | Coppe nazionali | Coppe nazionali | Coppe continentali | Coppe continentali | Coppe continentali | Altre coppe | Altre coppe | Altre coppe | Totale | Totale |
| Stagione              | Squadra               | Comp                  | Pres       | Reti       | Comp            | Pres            | Reti            | Comp               | Pres               | Reti               | Comp        | Pres        | Reti        | Pres   | Reti   |
| --------------------- | --------------------- | --------------------- | ---------- | ---------- | --------------- | --------------- | --------------- | ------------------ | ------------------ | ------------------ | ----------- | ----------- | ----------- | ------ | ------ |
| 1987-1988             | Bristol Rovers        | TD                    | 39         | -?         | FACup+CdL       | 4+2             | -?              | -                  | -                  | -                  | FLT         | 2           | -?          | 47     | -?     |
| 1988-1989             | Bristol Rovers        | TD                    | 46+4       | -?         | FACup+CdL       | 2+2             | -?              | -                  | -                  | -                  | FLT         | 4           | -?          | 58     | -?     |
| 1989-gen. 1990        | Bristol Rovers        | TD                    | 16         | -?         | FACup+CdL       | 0+2             | -?              | -                  | -                  | -                  | FLT         | 1           | -?          | 19     | -?     |
| Totale Bristol Rovers | Totale Bristol Rovers | Totale Bristol Rovers | 101+4      | 0          |                 | 12              | 0               |                    | -                  | -                  |             | 7           | 0           | 124    | 0      |
| gen.-giu. 1990        | Crystal Palace        | FD                    | 25         | -?         | FACup+CdL       | 7+0             | -?              | -                  | -                  | -                  | FmC         | 5           | -?          | 37     | -?     |
| 1990-1991             | Crystal Palace        | FD                    | 38         | -?         | FACup+CdL       | 3+5             | -?              | -                  | -                  | -                  | FmC         | 6           | -?          | 52     | -?     |
| 1991-1992             | Crystal Palace        | FD                    | 38         | -?         | FACup+CdL       | 1+8             | -?              | -                  | -                  | -                  | FmC         | 3           | -?          | 50     | -?     |
| 1992-1993             | Crystal Palace        | PL                    | 42         | -61        | FACup+CdL       | 1+8             | -?              | -                  | -                  | -                  | -           | -           | -           | 51     | -?     |
| 1993-1994             | Crystal Palace        | FD                    | 46         | -?         | FACup+CdL       | 1+4             | -?              | AI                 | 2                  | -?                 | -           | -           | -           | 53     | -?     |
| 1994-1995             | Crystal Palace        | PL                    | 37         | -41        | FACup+CdL       | 7+7             | -?              | -                  | -                  | -                  | -           | -           | -           | 51     | -?     |
| 1995-1996             | Crystal Palace        | FD                    | 46+3       | -?         | FACup+CdL       | 2+4             | -?              | -                  | -                  | -                  | -           | -           | -           | 55     | -?     |
| Totale Crystal Palace | Totale Crystal Palace | Totale Crystal Palace | 272+3      | -?         |                 | 58              | -?              |                    | 2                  | -?                 |             | 14          | -?          | 349    | -?     |
| 1996-1997             | Leeds                 | PL                    | 37         | -38        | FACup+CdL       | 4+3             | -?              | -                  | -                  | -                  | -           | -           | -           | 44     | -?     |
| 1997-1998             | Leeds                 | PL                    | 37         | -44        | FACup+CdL       | 4+4             | -?              | -                  | -                  | -                  | -           | -           | -           | 45     | -?     |
| 1998-1999             | Leeds                 | PL                    | 34         | -27        | FACup+CdL       | 5+1             | -?              | CU                 | 4                  | -2                 | -           | -           | -           | 44     | -?     |
| 1999-2000             | Leeds                 | PL                    | 38         | -43        | FACup+CdL       | 3+2             | -?              | CU                 | 12                 | -10                | -           | -           | -           | 55     | -?     |
| 2000-2001             | Leeds                 | PL                    | 23         | -20        | FACup+CdL       | 1+0             | -2              | UCL                | 12                 | -15                | -           | -           | -           | 36     | -37    |
| 2001-2002             | Leeds                 | PL                    | 38         | -37        | FACup+CdL       | 1+2             | -2 + -2         | CU                 | 8                  | -10                | -           | -           | -           | 49     | -51    |
| 2002-2003             | Leeds                 | PL                    | 0          | 0          | FACup+CdL       | 0+0             | 0               | -                  | -                  | -                  | -           | -           | -           | 0      | 0      |
| Totale Leeds          | Totale Leeds          | Totale Leeds          | 207        | -209       |                 | 30              | -?              |                    | 36                 | -37                |             | -           | -           | 273    | -?     |
| 2003-2004             | Everton               | PL                    | 34         | -49        | FACup+CdL       | 3+3             | -4 + 0          | -                  | -                  | -                  | -           | -           | -           | 40     | -54    |
| 2004-2005             | Everton               | PL                    | 32         | -26        | FACup+CdL       | 1+0             | -2              | -                  | -                  | -                  | -           | -           | -           | 33     | -28    |
| 2005-2006             | Everton               | PL                    | 20         | -24        | FACup+CdL       | 2+1             | -1 + -1         | UCL+CU             | 2+2                | -4 + -5            | -           | -           | -           | 27     | -35    |
| Totale Everton        | Totale Everton        | Totale Everton        | 86         | -99        |                 | 10              | -8              |                    | 4                  | 9                  |             | -           | -           | 100    | -116   |
| Totale carriera       | Totale carriera       | Totale carriera       | 673        | -?         |                 | 110             | -?              |                    | 42                 | -?                 |             | 21          | -?          | 846    | -?     |

### Cronologia presenze e reti in nazionale
| Cronologia completa delle presenze e delle reti in nazionale ― Inghilterra | Cronologia completa delle presenze e delle reti in nazionale ― Inghilterra | Cronologia completa delle presenze e delle reti in nazionale ― Inghilterra | Cronologia completa delle presenze e delle reti in nazionale ― Inghilterra | Cronologia completa delle presenze e delle reti in nazionale ― Inghilterra | Cronologia completa delle presenze e delle reti in nazionale ― Inghilterra | Cronologia completa delle presenze e delle reti in nazionale ― Inghilterra | Cronologia completa delle presenze e delle reti in nazionale ― Inghilterra |
| Data                                                                       | Città                                                                      | In casa                                                                    | Risultato                                                                  | Ospiti                                                                     | Competizione                                                               | Reti                                                                       | Note                                                                       |
| -------------------------------------------------------------------------- | -------------------------------------------------------------------------- | -------------------------------------------------------------------------- | -------------------------------------------------------------------------- | -------------------------------------------------------------------------- | -------------------------------------------------------------------------- | -------------------------------------------------------------------------- | -------------------------------------------------------------------------- |
| 29-4-1992                                                                  | Mosca                                                                      | Comunità degli Stati Indipendenti                                          | 2 – 2                                                                      | Inghilterra                                                                | Amichevole                                                                 | -                                                                          | 78’                                                                        |
| 12-5-1992                                                                  | Budapest                                                                   | Ungheria                                                                   | 0 – 1                                                                      | Inghilterra                                                                | Amichevole                                                                 | -                                                                          | 46’                                                                        |
| 19-6-1993                                                                  | Pontiac                                                                    | Inghilterra                                                                | 1 – 2                                                                      | Germania                                                                   | US Cup 1993                                                                | -2                                                                         |                                                                            |
| 24-5-1997                                                                  | Londra                                                                     | Inghilterra                                                                | 2 – 1                                                                      | Sudafrica                                                                  | Amichevole                                                                 | -1                                                                         |                                                                            |
| 15-11-1997                                                                 | Londra                                                                     | Inghilterra                                                                | 2 – 0                                                                      | Camerun                                                                    | Amichevole                                                                 | -                                                                          |                                                                            |
| 11-2-1998                                                                  | Londra                                                                     | Inghilterra                                                                | 0 – 2                                                                      | Cile                                                                       | Amichevole                                                                 | -2                                                                         |                                                                            |
| 29-5-1998                                                                  | Casablanca                                                                 | Belgio                                                                     | 0 – 0                                                                      | Inghilterra                                                                | Amichevole                                                                 | -                                                                          |                                                                            |
| 18-11-1998                                                                 | Londra                                                                     | Inghilterra                                                                | 2 – 0                                                                      | Rep. Ceca                                                                  | Amichevole                                                                 | -                                                                          |                                                                            |
| 10-2-1999                                                                  | Londra                                                                     | Inghilterra                                                                | 0 – 2                                                                      | Francia                                                                    | Amichevole                                                                 | -2                                                                         | 46’                                                                        |
| 4-9-1999                                                                   | Londra                                                                     | Inghilterra                                                                | 6 – 0                                                                      | Lussemburgo                                                                | Qual. Euro 2000                                                            | -                                                                          |                                                                            |
| 8-9-1999                                                                   | Varsavia                                                                   | Polonia                                                                    | 0 – 0                                                                      | Inghilterra                                                                | Qual. Euro 2000                                                            | -                                                                          |                                                                            |
| 10-10-1999                                                                 | Sunderland                                                                 | Inghilterra                                                                | 2 – 1                                                                      | Belgio                                                                     | Amichevole                                                                 | -                                                                          | 46’                                                                        |
| 31-5-2000                                                                  | Londra                                                                     | Inghilterra                                                                | 2 – 0                                                                      | Ucraina                                                                    | Amichevole                                                                 | -                                                                          |                                                                            |
| 20-6-2000                                                                  | Charleroi                                                                  | Inghilterra                                                                | 2 – 3                                                                      | Romania                                                                    | Euro 2000 - 1º turno                                                       | -3                                                                         |                                                                            |
| 28-2-2001                                                                  | Birmingham                                                                 | Inghilterra                                                                | 3 – 0                                                                      | Spagna                                                                     | Amichevole                                                                 | -                                                                          | 46’                                                                        |
| 25-5-2001                                                                  | Derby                                                                      | Inghilterra                                                                | 4 – 0                                                                      | Messico                                                                    | Amichevole                                                                 | -                                                                          | 46’                                                                        |
| 15-8-2001                                                                  | Londra                                                                     | Inghilterra                                                                | 0 – 2                                                                      | Paesi Bassi                                                                | Amichevole                                                                 | -2                                                                         | 46’                                                                        |
| 6-10-2001                                                                  | Manchester                                                                 | Inghilterra                                                                | 2 – 2                                                                      | Grecia                                                                     | Qual. Mondiali 2002                                                        | -2                                                                         |                                                                            |
| 10-11-2001                                                                 | Londra                                                                     | Inghilterra                                                                | 1 – 1                                                                      | Svezia                                                                     | Amichevole                                                                 | -1                                                                         |                                                                            |
| 13-2-2002                                                                  | Amsterdam                                                                  | Paesi Bassi                                                                | 1 – 1                                                                      | Inghilterra                                                                | Amichevole                                                                 | -1                                                                         | 46’                                                                        |
| 27-3-2002                                                                  | Leeds                                                                      | Inghilterra                                                                | 1 – 2                                                                      | Italia                                                                     | Amichevole                                                                 | -                                                                          | 46’                                                                        |
| 21-5-2002                                                                  | Seogwipo                                                                   | Corea del Sud                                                              | 2 – 2                                                                      | Inghilterra                                                                | Amichevole                                                                 | -1                                                                         | 46’                                                                        |
| 26-5-2002                                                                  | Kobe                                                                       | Camerun                                                                    | 1 – 1                                                                      | Inghilterra                                                                | Amichevole                                                                 | -1                                                                         | 46’                                                                        |
| Totale                                                                     |                                                                            | Presenze                                                                   | 23                                                                         |                                                                            | Reti                                                                       | -17                                                                        |                                                                            |

## Palmarès
- Full Members Cup: 1

Crystal Palace: 1990-1991
- Campionato inglese di seconda divisione: 1

Crystal Palace: 1993-1994